# تالما (ایندیانا)
تالما (به انگلیسی: Talma) یک منطقهٔ مسکونی در ایالات متحده آمریکا است که در شهرستان فولتن، ایندیانا واقع شده‌است. تالما ۲۳۵٫۹۲ متر بالاتر از سطح دریا واقع شده‌است.